# روماريك روغومبيه
روماريك روغومبيه (بالفرنسية: Romaric Rogombé Daga)‏ (مواليد 25 نوفمبر 1990) هو لاعب كرة قدم غابوني يلعب حاليًا كمهاجم لصالح نادي اي سي ليوباردز في الدوري الوطني الكونغولي.

## الألقاب
فيتا كلوب
- وصيف الدوري الوطني الكونغولي: 2012

## روابط خارجية
- روماريك روغومبيه على موقع قاعدة بيانات كرة القدم.إي يو (الإنجليزية)
- روماريك روغومبيه على موقع ناشيونال فوتبول تيمز (الإنجليزية)
- روماريك روغومبيه على موقع Soccerway.com (الإنجليزية)
- روماريك روغومبيه على موقع عالم كرة القدم.نت (الإنجليزية)